# Andrea Magi
Andrea Magi (Pesaro, 14 luglio 1966) è un ex pugile italiano, ha partecipato ai Giochi olimpici di Seul 1988 ed è stato campione italiano nei mediomassimi.

## Biografia
Andrea Magi nasce a Pesaro. Dopo la terza media si iscrive alla scuola alberghiera.

### Carriera sportiva

#### Nei dilettanti
Magi ha avuto un discreto successo come dilettante. È stato in grado di vincere tre volte i campionati italiani e finire secondo cinque volte. Due volte per ko.
Nel 1987 ha vinto la medaglia di bronzo ai campionati europei di pugilato dilettanti a Torino battuto in semifinale dal sovietico Yuri Vaulin e la medaglia d'argento ai Giochi del Mediterraneo, sconfitto dallo jugoslavo Damir Škaro.
Nel 1988 Ha rappresentato l'Italia partecipandoo ai Giochi olimpici di Seul 1988 nella categoria mediomassimi. Al primo turno ha battuto il samoano Taveuni Ofisa per 5-0, agli ottavi ha sconfitto il canadese Brent Kosolofski per 4-1, è stato sconfitto ai quarti dal sovietico Nurmagomed Šanavazov per 4-1.
Da dilettante, ha combattuto 92 incontri, vincendone 87, perdendone quattro e pareggiandone uno.

#### Tra i professionisti
Andrea è passato al professionismo immediatamente dopo le olimpiadi. Dopo 10 incontri tutti vinti, nel 1991, Andrea Magi conquista il titolo italiano dei mediomassimi, a Ragusa, battendo Marco Rinaldo ai punti. Lo difende vittoriosamente a Pesaro contro Salvatore di Salvatore (ai punti) e a Salice Terme ancora contro Marco Rinaldo (KO Tecnico all'9º round).
Ancora imbattuto ottiene la chance di combattere per il titolo mondiale WBO. Il 29 settembre 1993 a Pesaro affronta il campione statunitense Leeonzer Barber. Il verdetto ai punti in favore dello statunitense è unanime.
Nel 1994 viene sfidato dal campione IBF tedesco Henry Maske, l'incontro si disputa a Dortmund in Germania il 4 giugno. Il verdetto ai punti è unanime in favore del tedesco.
Viene sfidato dal campione EBU olandese Eddy Smulders, l'incontro si disputa a Marsala il 20 gennaio 1996. L'olandese vince al 2º round per KO tecnico.
Nel 1998, dopo quasi due anni di inattività, ottiene la sfida da Dariusz Michalczewski, campione dei massimi leggeri WBO. L'incontro si disputa a Francoforte sul Meno in Germania. Il polacco vinse per KO tecnico alla 4ª ripresa.
Questo è stato l'ultimo incontro prima del ritiro.

### Dopo il ritiro
Dopo aver gestrito ristoranti a Miami e Londra, si trasferisce a Tel Aviv dove apre un ristorante, il Calata 15. Partecipa come ristoratore alla quinta stagione del programma televisivo Little Big Italy sul Nove.